# Decatur (Illinois)
Decatur település az Amerikai Egyesült Államok Illinois államában, Macon megyében, melynek megyeszékhelye is. Lakosainak száma 70 522 fő (2020. április 1.).

## Népesség
A település népességének változása:

| 2010 | 76 122 |
| 2020 | 70 522 |